# تینک (خواننده)
ترینیتی لورآل هوم (زاده ۱۸ مارس ۱۹۹۵)، که بیشتر با نام هنری خود تینک شناخته می‌شود، خواننده رپ و آراندبی آمریکایی از منطقه شیکاگو در ایلینوی است. او بیشتر برای تک آهنگ "Treat Me Like Somebody" و برای همکاری با خواننده و تهیه‌کننده جریمای در "Don't Tell Nobody" شناخته شده است.
بسیاری از محتوای متن ترانه در موسیقی او با مسائل عاطفی پیچیده سروکار دارد که به سمت یک جمعیت عمدتاً نوجوان تنظیم شده است. او اغلب از یک محیط شیکاگو برای انتقال احساسات خود در مورد عشق، دلشکستگی، وفاداری و ملودرام نوجوان استفاده می‌کند. تینک به دلیل توانایی داستان سرایی اش مورد تحسین قرار گرفته است. موسیقی او همچنین موضوعاتی مانند توانمندسازی زنان و جنبش جان سیاه‌پوستان مهم است را مورد توجه قرار داده است.

## آهنگ‌شناسی

### آلبوم‌های استودیویی
| عنوان          | جزئیات                                                                                                 | اوج موقعیت‌های نمودار | اوج موقعیت‌های نمودار                      | اوج موقعیت‌های نمودار                      | اوج موقعیت‌های نمودار |
| عنوان          | جزئیات                                                                                                 | ایالات متحده         | ایالات متحدهآلبوم‌های برتر آراندبی/هیپ-هاپ | ایالات متحدهآلبوم‌های برتر آراندبی/هیپ-هاپ | ایالات متحده         |
| -------------- | --- | -------------------- | ----------------------------------------- | ----------------------------------------- | -------------------- |
| رمانتیک ناامید | - منتشر شده: ۱۴ فوریه ۲۰۲۰ - برچسب: خاطرات زمستانی، توزیع امپراتوری - فرمت: دانلود دیجیتال، پخش جریانی | ۹۹                   | -                                         | ۱۲                                        | ۱۱                   |
| گرمای لحظه     | - منتشر شده: ۳۰ ژوئیه ۲۰۲۱ - برچسب: خاطرات زمستانی، امپراتوری - فرمت: دانلود دیجیتال، پخش جریانی       | ۵۴                   | ۳۱                                        | ۵                                         | ۷                    |
| صحبت بالش      | - منتشر شده: ۱۹ اوت ۲۰۲۲ - برچسب: خاطرات زمستانی، امپراتوری - فرمت: دانلود دیجیتال، پخش جریانی         | ۴۳                   | ۲۵                                        | ۹                                         | ۸                    |
| ممنون ۴ هیچی   | - تاریخ انتشار: ۲۴ فوریه ۲۰۲۳ - برچسب: خاطرات زمستانی، امپراتوری - فرمت: دانلود دیجیتال، پخش جریانی    | ۱۴۷                  | -                                         | ۲۲                                        | ۲۵                   |

### میکس تیپ
| عنوان                                | جزئیات آلبوم                                                                         |
| ------------------------------------ | ------------------------------------------------------------------------------------ |
| خاطرات زمستانی                       | - تاریخ انتشار: ۱۴ مارس ۲۰۱۲ - برچسب: خود آزاد شده - فرمت: دانلود دیجیتال            |
| Alter Ego                            | - تاریخ انتشار: ۲۰ ژوئیه ۲۰۱۲ - برچسب: خود آزاد شده - فرمت: دانلود دیجیتال           |
| بلانت و تصنیف                        | - تاریخ انتشار: ۲۸ دسامبر ۲۰۱۲ - برچسب: خود آزاد شده - فرمت: دانلود دیجیتال          |
| Boss Up                              | - تاریخ انتشار: ۳۰ سپتامبر ۲۰۱۳ - برچسب: خود آزاد شده - فرمت: دانلود دیجیتال         |
| خاطرات زمستانی ۲: برای همیشه مال شما | - تاریخ انتشار: ۱۰ ژانویه ۲۰۱۴ - برچسب: خود آزاد شده - فرمت: دانلود دیجیتال          |
| خاطرات زمستانی 3                     | - تاریخ انتشار: ۳۰ ژوئیه ۲۰۱۵ - برچسب: خود آزاد شده - فرمت: دانلود دیجیتال           |
| خاطرات زمستانی 4                     | - تاریخ انتشار: ۲۵ اوت ۲۰۱۶ - برچسب: خود آزاد شده - فرمت: دانلود دیجیتال             |
| پست صوتی                             | - منتشر شده: ۲۸ آوریل ۲۰۱۹ - برچسب: خاطرات زمستانی، امپراتوری - فرمت: دانلود دیجیتال |

### مجردها

#### به عنوان هنرمند اصلی
| "من را مثل کسی رفتار کن"                                  | ۲۰۱۴ | -بله.           | -بله.           | -بله.  | - [آلفا بالا 1] |            | ژورنال زمستانی دوم: برای همیشه تو |
| "گلوپ"                                                    | ۲۰۱۴ | -بله.           | -بله.           | -بله.  | -بله.           |            | ژورنال زمستانی دوم: برای همیشه تو |
| "امرهای ریتش"                                             | ۲۰۱۵ | -بله.           | - [آلفا بالا 2] | -بله.  | -بله.           |            |                                   |
| "میلیون"                                                  | ۲۰۱۵ | ۱۴              | ۳۸              | -بله.  | -بله.           |            |                                   |
| "من دوست دارم"                                            | ۲۰۱۵ | -بله.           | -بله.           | -بله.  | -بله.           |            | ژورنال زمستون ۳                   |
| "دولارهای مرطوب" (با تازر)                                | ۲۰۱۵ | -بله.           | -بله.           | ۳۳     | ۶۳              |            |                                   |
| "موج مدرن"                                                | ۲۰۱۵ | -بله .          | -بله .          | -بله . | -بله .          |            | ژورنال زمستون ۴                   |
| "مختلف"                                                   | ۲۰۱۸ | -بله.           | -بله.           | -بله.  | -بله.           |            | پیام‌های صوتی                      |
| "م.آ. ی"                                                  | ۲۰۱۸ | -بله .          | -بله .          | -بله . | -بله .          |            | درد و لذت (EP)                    |
| "بزارم تو را به خانه ببرم"                                | ۲۰۱۸ | -بله .          | -بله .          | -بله . | -بله .          |            | درد و لذت (EP)                    |
| "طرف بد"                                                  | ۲۰۱۹ | -بله.           | -بله.           | -بله.  | -بله.           |            | پیام‌های صوتی                      |
| "بذار دور و بر"                                           | ۲۰۱۹ | -بله.           | -بله.           | -بله.  | -بله.           |            | عاشقانه بی امید                   |
| "بگذار"                                                   | ۲۰۲۰ | -بله.           | -بله.           | -بله.  | -بله.           | - ریآ: طلا | عاشقانه بی امید                   |
| "دست زن"                                                  | ۲۰۲۱ | -بله .          | -بله .          | -بله . | -بله .          | - ریآ: طلا | هدیه و لعنت                       |
| "خودخواهانه" (با یونگ بلو)                                | ۲۰۲۱ | -بله.           | -بله.           | -بله.  | -بله.           |            | گرما لحظه                         |
| "مرد" (که به نام یرمیه) (با نام "" یرمیه ""               | ۲۰۲۱ | -بله.           | - [آلفا بالا 4] | -بله.  | -بله.           |            | گرما لحظه                         |
| "حرارتی لحظه"                                             | ۲۰۲۱ | -بله.           | - [آلفا بالا 5] | -بله.  | -بله.           |            | گرما لحظه                         |
| "کاتر" (با ۲ زنجان) (با دو زنجیره)                        | ۲۰۲۲ | - [آلفا بالا 6] | - [آلفا بالا 7] | -بله.  | -بله.           |            | گفتار زیرک                        |
| "گوفی"                                                    | ۲۰۲۲ | -بله.           | -بله.           | -بله.  | -بله.           |            | گفتار زیرک                        |
| "تبدیل"                                                   | ۲۰۲۲ | -بله.           | -بله.           | -بله.  | -بله.           |            | گفتار زیرک                        |
| "عشق جعلی"                                                | ۲۰۲۳ | -بله.           | - [آلفا بالا 8] | -بله.  | -بله.           |            | ممنون ۴ هیچی                      |
| "ستینگ" (با یونگ بلو)                                     | ۲۰۲۳ | -بله.           | -بله.           | -بله.  | -بله.           |            | ممنون ۴ هیچی و زخم‌های عشق II      |
| "40x"                                                     | ۲۰۲۳ | -بله .          | -بله .          | -بله . | -بله .          |            |                                   |
| "تهم زد"                                                  | ۲۰۲۴ | -بله .          | -بله .          | -بله . | -بله .          |            |                                   |
| "اوه"                                                     | ۲۰۲۴ | -بله .          | -بله .          | -بله . | -بله .          |            |                                   |
| " - " به یک ضبط اشاره می‌کند که در نمودار قرار نگرفته است. |      |                 |                 |        |                 |            |                                   |